# Traquet oreillard
Oenanthe hispanica
Espèce
Synonymes
- Motacilla hispanica Linné, 1758 protonyme

Répartition géographique
Statut de conservation UICN

 NE  : Non évalué
Le Traquet oreillard (Oenanthe hispanica) est une espèce de passereaux appartenant à la famille des Muscicapidae. Olivier Messiaen a consacré à cet oiseau une pièce, qui en porte le nom, de son Catalogue d'oiseaux.

## Description
C'est une espèce facile à reconnaître, bien que très localisée (longueur de 15 cm; envergure de 28 cm). Le plumage d'été est blanc ou fauve dessus et noir au niveau des oreilles, ainsi que sur les ailes.
La gorge est noire ou blanche, selon le phénotype. Le traquet oreillard se nourrit d'insectes qu'il chasse activement dans les rochers.
Son chant puissant, émis aussi pendant le vol, se compose de sons aigus alternés avec un gazouillis.

## Reproduction
Il installe son nid dans un trou de mur ou de roche, à même le sol ou sous un rocher. Il le construit au mois de mai avec des végétaux, de la laine et des plumes. La femelle y dépose de 3 à 6 œufs bleu-vert tachetés de brun-rouge qu'elle couve pendant 2 semaines (durée qui correspond également au séjour des petits dans le nid). On compte en principe une ponte par an, parfois 2 lorsque les conditions sont favorables ou lorsque la première couvée a été détruite.

## Répartition
Le Traquet oreillard a une aire de répartition de l'Espagne, jusqu'en Afrique du Nord en passant par l'Italie, la Grèce, la Yougoslavie, la Turquie et l'Asie Mineure. Cette espèce migratrice hiverne en Afrique. En France, c'est un visiteur d'été que l'on rencontre de fin mars à octobre, bien que sa population soit en déclin dans ce pays.

## Habitat
Ce traquet préfère les endroits caillouteux et ensoleillés, situés le plus souvent au bord de la mer. Il fréquente les carrières abandonnées et les vignobles disposés en terrasses. Il niche jusqu'à 1 000 m d'altitude.

## Nidification
Coupe d'herbe dans un trou, sous un bloc rocheux ou à la base d'un buisson (4-5 œufs/ 1-2 pontes/avril-juin).  

## Systématique
L'espèce a été décrite  par le naturaliste suédois Carl von Linné en 1758 sous le nom initial de  Motacilla hispanica.

## Galerie

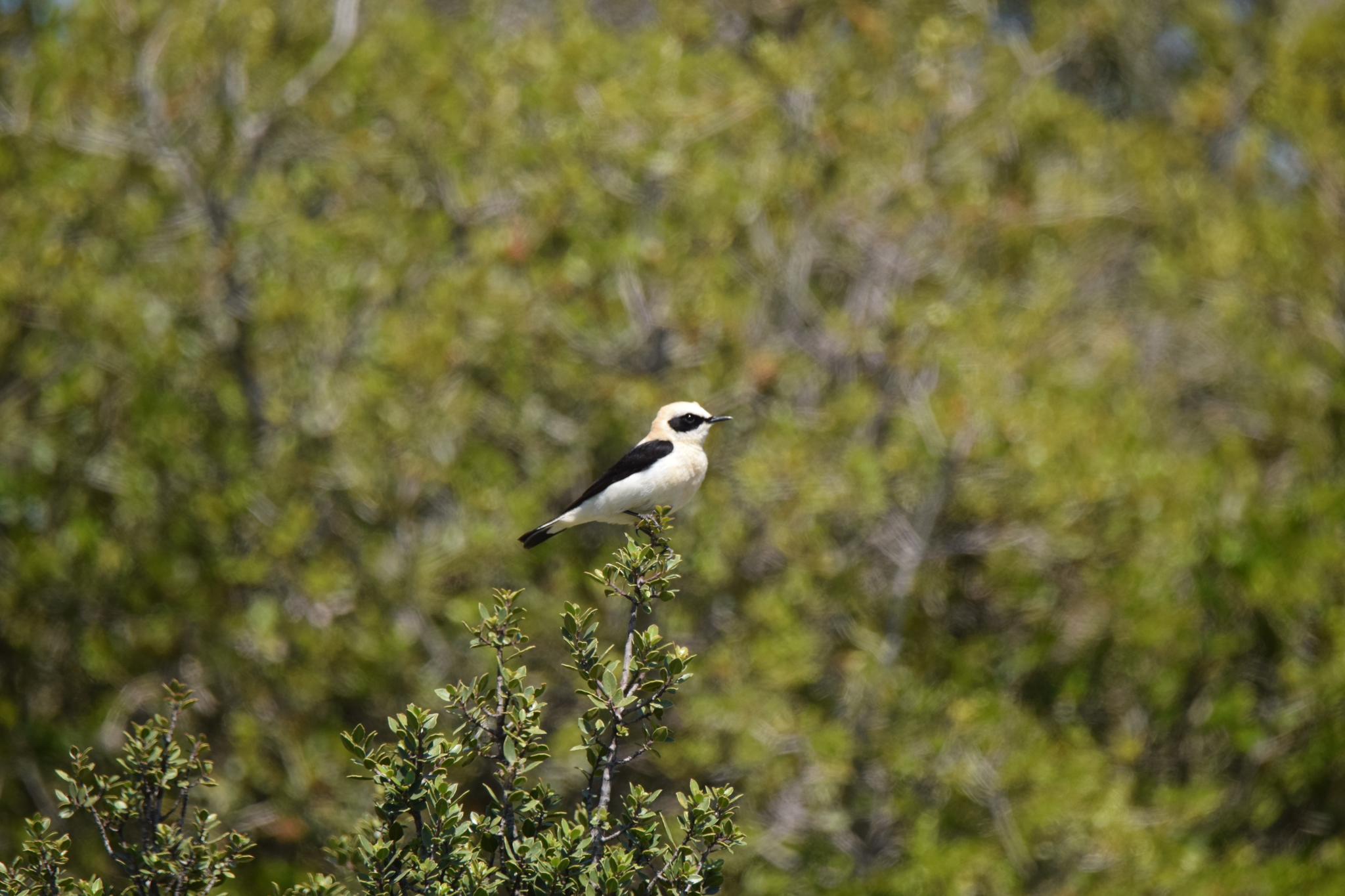
..à Fitou
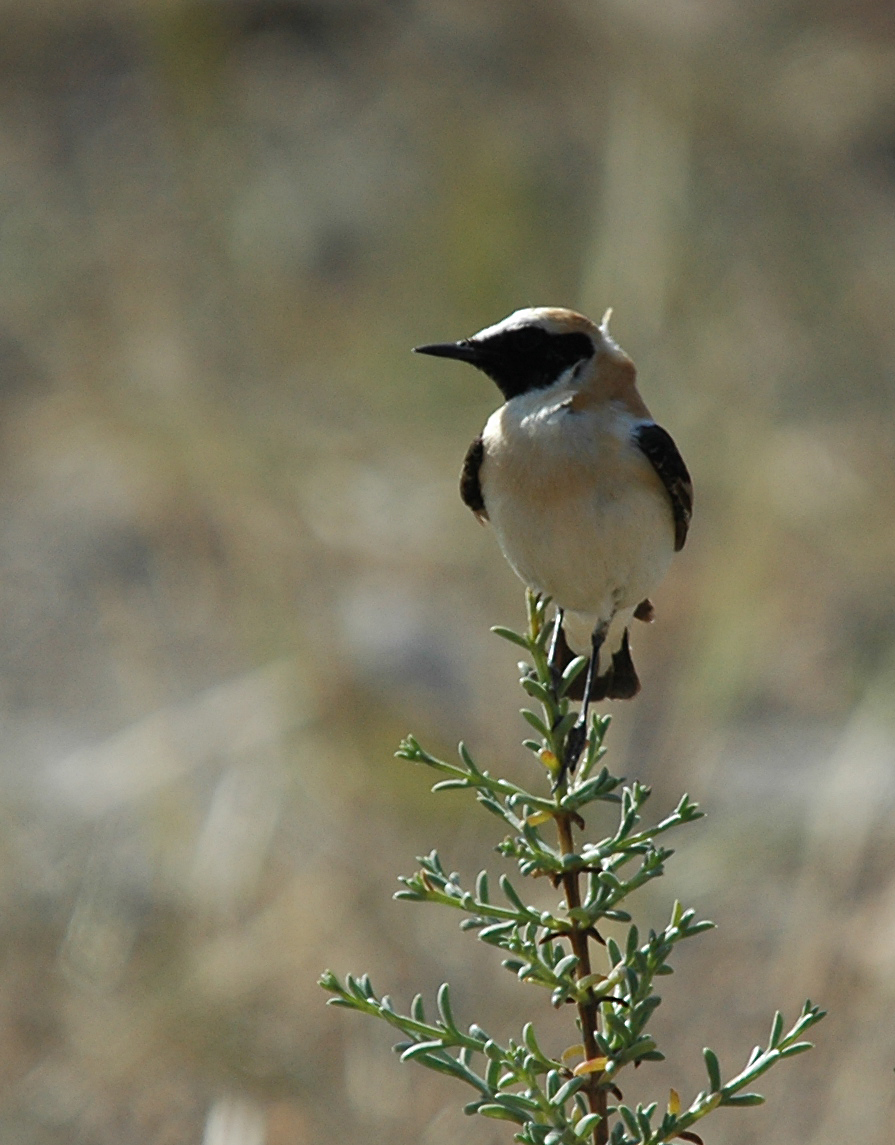
..en Andalousie
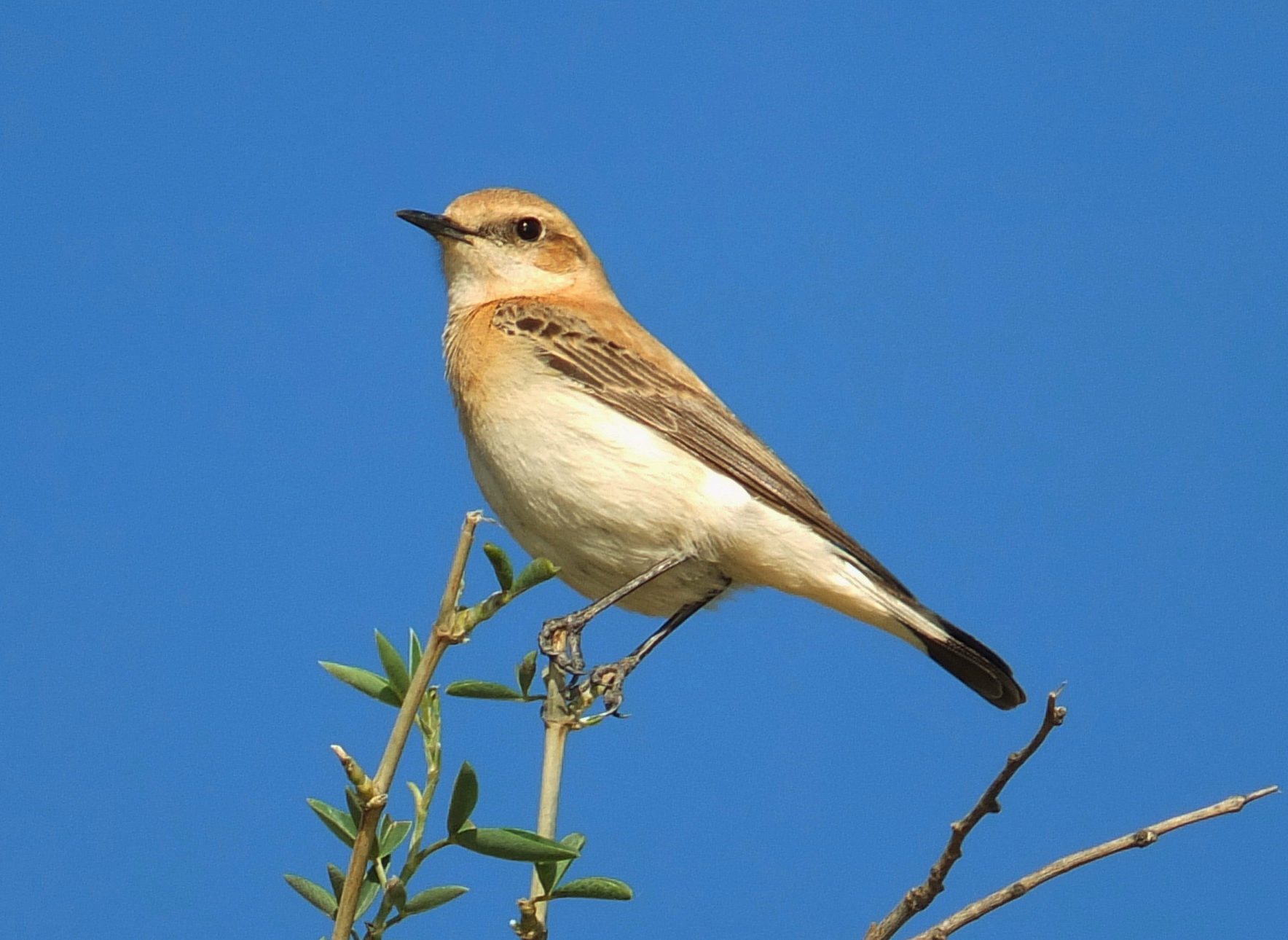
♀ (Aïn Smara, Algérie)
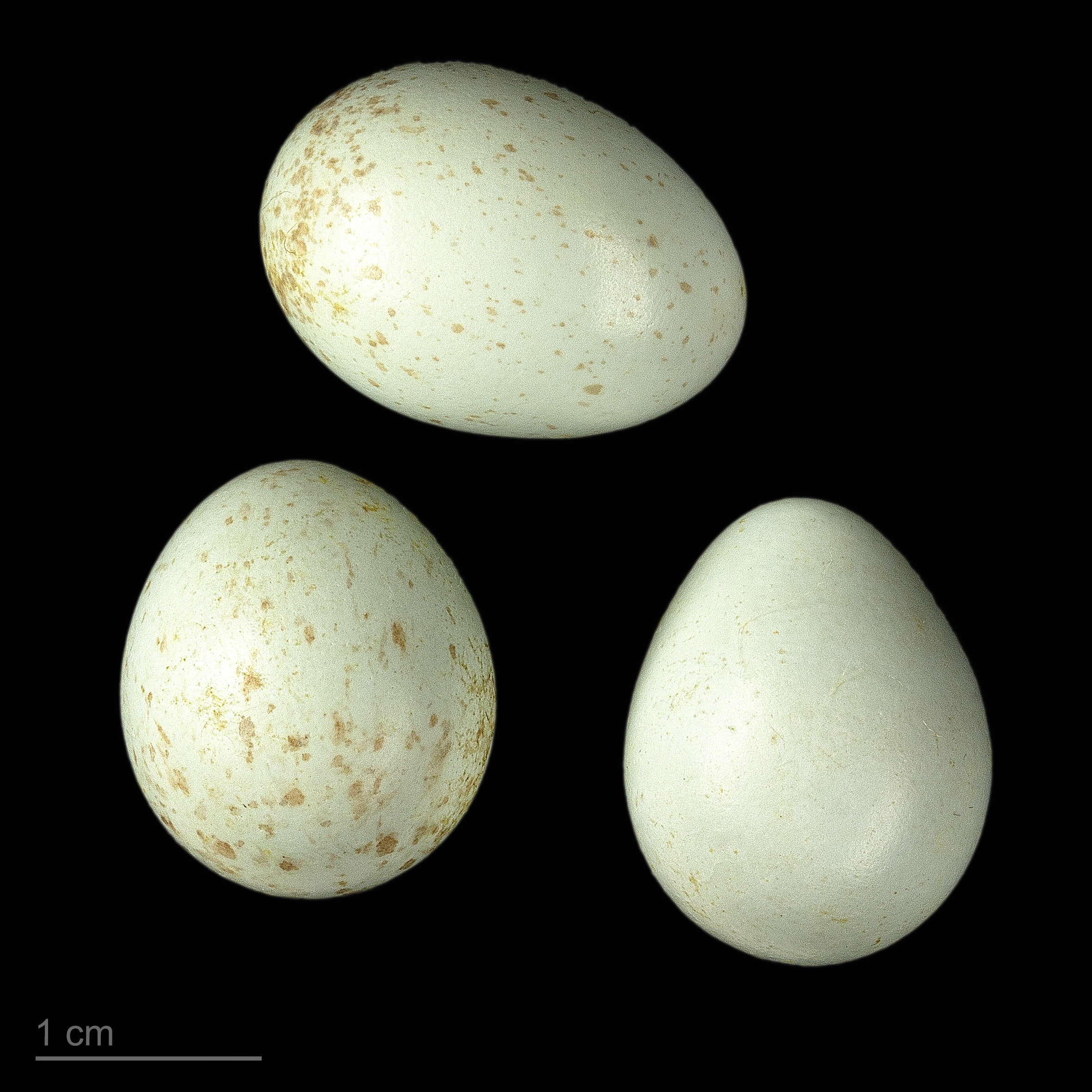
Oeufs de Oenanthe hispanica melanoleuca - Muséum de Toulouse